# Needham Market FC
Needham Market FC (celým názvem: Needham Market Football Club) je anglický fotbalový klub, který sídlí ve městě Needham Market v nemetropolitním hrabství Suffolk. Založen byl v roce 1919. Od sezóny 2018/19 hraje v Southern Football League Premier Division Central (7. nejvyšší soutěž). Klubové barvy jsou červená, bílá a žlutá.
Své domácí zápasy odehrává na stadionu Bloomfields s kapacitou 4 000 diváků.

## Získané trofeje
- Suffolk Senior Cup ( 2× )
  - 1989/90, 2004/05

## Úspěchy v domácích pohárech
Zdroj: 
- FA Cup
  - 4. předkolo: 2013/14
- FA Trophy
  - 2. předkolo: 2016/17, 2017/18
- FA Vase
  - Semifinále: 2007/08

## Umístění v jednotlivých sezonách
Stručný přehled
Zdroj: 
- 1996–2005: Eastern Counties League (Division One)
- 2005–2010: Eastern Counties League (Premier Division)
- 2010–2015: Isthmian League (Division One North)
- 2015–2018: Isthmian League (Premier Division)
- 2018– : Southern Football League (Premier Division Central)

Jednotlivé ročníky
Zdroj: 
Legenda: Z – zápasy, V – výhry, R – remízy, P – porážky, VG – vstřelené góly, OG – obdržené góly, +/- – rozdíl skóre, B – body, červené podbarvení – sestup, zelené podbarvení – postup, fialové podbarvení – reorganizace, změna skupiny či soutěže
| Sezóny  | Liga                                                | Úroveň | Z  | V  | R  | P  | VG  | OG | +/- | B   | Pozice |
| ------- | --------------------------------------------------- | ------ | -- | -- | -- | -- | --- | -- | --- | --- | ------ |
| 2009/10 | Eastern Counties League (Premier Division)          | 9      | 38 | 27 | 7  | 4  | 83  | 32 | +51 | 88  | 1.     |
| 2010/11 | Isthmian League (Division One North)                | 8      | 40 | 26 | 9  | 5  | 95  | 49 | +46 | 87  | 2.     |
| 2011/12 | Isthmian League (Division One North)                | 8      | 42 | 23 | 8  | 11 | 104 | 56 | +48 | 77  | 4.     |
| 2012/13 | Isthmian League (Division One North)                | 8      | 42 | 12 | 13 | 17 | 61  | 62 | -1  | 49  | 15.    |
| 2013/14 | Isthmian League (Division One North)                | 8      | 46 | 25 | 12 | 9  | 85  | 44 | +41 | 87  | 5.     |
| 2014/15 | Isthmian League (Division One North)                | 8      | 46 | 33 | 5  | 8  | 101 | 41 | +60 | 104 | 1.     |
| 2015/16 | Isthmian League (Premier Division)                  | 7      | 46 | 13 | 12 | 21 | 51  | 76 | -25 | 51  | 20.    |
| 2016/17 | Isthmian League (Premier Division)                  | 7      | 46 | 20 | 12 | 14 | 76  | 80 | -4  | 72  | 9.     |
| 2017/18 | Isthmian League (Premier Division)                  | 7      | 46 | 13 | 10 | 23 | 65  | 84 | -19 | 49  | 19.    |
| 2018/19 | Southern Football League (Premier Division Central) | 7      | 42 |    |    |    |     |    |     |     |        |